# Hugh Ferriss

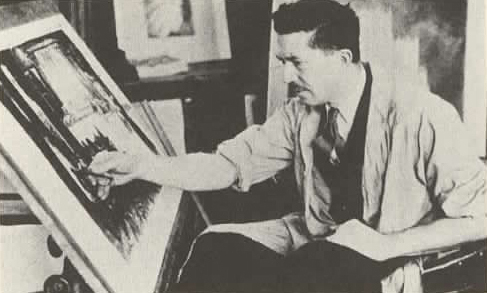
Hugh Ferriss trabajando. 1925

Hugh Ferriss (12 de julio de 1889 – 28 de enero de 1962) fue un delineante y arquitecto estadounidense. Después de su muerte un colega dijo que "influenció mi generación de arquitectos" más que ningún hombre. Ferriss también influenció la cultura popular, por ejemplo Gotham City (el escenario de Batman) y Sky Captain and the World of Tomorrow (película de Kerry Conran).

## Biografía

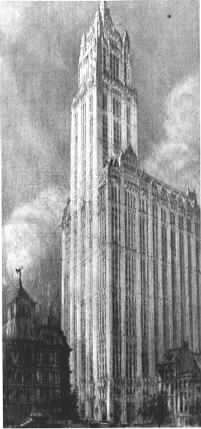
Edificio Woolworth, Nueva York

Ferris estudió arquitectura en la Universidad Washington en su nativo San Luis (Misuri), pero temprano en su carrera, empezó a especializarse en crear dibujos arquitectónicos para el trabajo de otros arquitectos en lugar de diseñar el mismo los edificios. Como delineante, su trabajo era hacer dibujos en perspectiva de un edificio o proyecto. Esto se hacía como parte del proceso de venta de un proyecto, o, más comúnmente, para hacer publicidad o promover el proyecto a un público más amplio. Por lo tanto, sus dibujos estaban destinados con frecuencia para espectáculos anuales o publicidad. Como resultado de ello, sus obras fueron publicadas menudo (en lugar de que dárselas al cliente del arquitecto), y Ferriss adquirió reputación. Después de que se estableció como un artista independiente, se encontró mucho más solicitado.

En 1912, Ferriss llegó a la ciudad de Nueva York y fue contratado como delineante para Cass Gilbert. Algunos de sus dibujos más antiguos son del Edificio Woolworth; revelan que sus ilustraciones todavía no desarrollaban su característica apariencia sombría. En 1915, dejó la empresa con el permiso de Gilbert y se estableció como un delineador arquitectónico independiente. En 1914, Ferriss se casó con Dorothy Lapham, una editora y artista para Vanity Fair. 

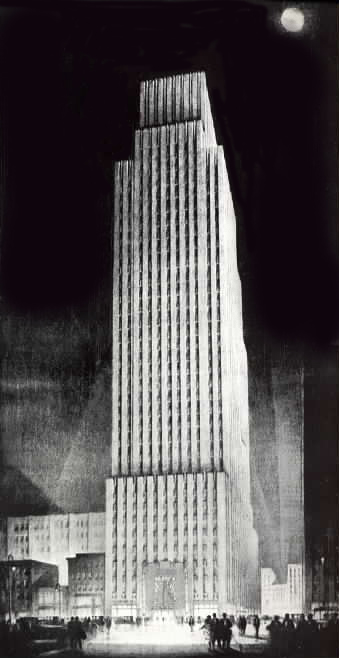
Edificio del Daily News, Nueva York

Para 1920, Ferriss empezó a desarrollar su propio estilo, frecuentemente presentando el edificio en la noche, iluminado por reflectores, o en neblina, como si fuese fotografiado con flou artístico. Las sombras sombras proyectadas por y en el edificio se volvieron casi tan importantes como las superficies reveladas. Su estilo provocaba respuestas emocionales del espectador. Sus dibujos aparecían regularmente en publicaciones tan diversas como The Century Magazine, The Christian Science Monitor, Harper's Magazine, y Vanity Fair. Sus escritos también comenzaron a aparecer en varias publicaciones.
En 1916, la ciudad de Nueva York aprobó leyes de zonificación que regulaban y limitaban el volumen de los edificios. La razón era para contrarrestar la tendencia de los edificios a ocupar todo el espacio y subir hasta donde fuese posible. Como muchos arquitectos no estaban seguros de qué implicaban estas leyes en sus diseños, en 1922 el arquitecto Harvey Wiley Corbett  le encargó a Ferriss que dibujara una serie de cuatro perspectivas paso a paso que demostraran las consecuencias arquitectónicas de la ley de zonificación. Estos cuatro dibujos serían posteriormente usados en su libro The Metropolis of Tomorrow, de 1929. Este libro ilustraba 
muchos bocetos de edificios altos. Algunos de estos dibujos fueron estudios teóricos de posibles variaciones por las leyes de 1916. Otros eran representaciones para rascacielos de otros arquitectos. Al final del libro había una secuencia de vistas en Manhattan con una apariencia casi babilónica
Los dibujos y documentos de Ferriss están en el Departamento de Dibujos y Archivos de la 
Avery Architectural and Fine Arts Library, en la Universidad de Columbia. Cada año,Sociedad Americana de Ilustradores Arquitectónicos da el premio Hugh Ferris por excelencia en representación arquitectónica. La medalla presenta el dibujo original "Fourth Stage" de Ferriss, hecho en bronce. En 1955, fue elegido como Miembro Asociado en la Academia Nacional de Dibujo de Estados Unidos, en 1960 se convirtió en académico

## Representaciones
- The Liberty Memorial, Kansas City, Misuri. Harold Van Buren Magonigle, architect.
- The Four Stages
- Chicago Tribune Tower. Howells & Hood, architects.
- Players Club, Detroit, Míchigan. Smith Hinchman & Grylls [SH&G], architects.
- Radiator Building, New York, New York. Raymond Hood, architect.
- Buhl Building, Detroit, Míchigan. Smith Hinchman & Grylls [SH&G], architects.
- Chicago Board of Trade Building. Holabird & Root, architects.
- Penobscot Building, Detroit, Míchigan. Smith Hinchman & Grylls [SH&G], architects.
- Guardian [Union Trust] Building, Detroit, Míchigan. Smith Hinchman & Grylls [SH&G], architects.
- Telephone Building, San Luis, Misuri. Mauran, Russell & Crowell and Timlin, architects.